# Cussac (Haute-Vienne)
Cussac település Franciaországban, Haute-Vienne megyében. Lakosainak száma 1148 fő (2022. január 1.). Cussac Oradour-sur-Vayres, Champagnac-la-Rivière, La Chapelle-Montbrandeix, Marval, Saint-Bazile és Saint-Mathieu községekkel határos.

## Népesség
A település népességének változása:
| Lakosok száma | 1243 | 1245 | 1303 | 1235 | 1213 | 1192 | 1184 | 1153 | 1148 |
|               | 2013 | 2015 | 2016 | 2017 | 2018 | 2019 | 2020 | 2021 | 2022 |